# Little Denison River
Der Little Denison River ist ein Fluss im Südosten des australischen Bundesstaates Tasmanien.

## Geografie

### Flusslauf
Der rund 13 Kilometer lange Little Denison River entspringt an den Westhängen des Watsons Lookout im äußersten Nordosten des Southwest-Nationalparks. Von dort fließt er nach Südosten, entlang der Denison Ridge. Etwa zwei Kilometer nordöstlich des Denison Hill mündet er in den Huon River. Der Fluss hat folgende Nebenflüsse:
- Falls Rivulet – 122 m